# 前田利隆
前田 利隆（まえだ としたか）は、越中富山藩の第4代藩主。

## 生涯
元禄3年（1690年）11月11日、第2代藩主・前田正甫の五男として富山で生まれる。宝永2年（1705年）11月27日に元服する。宝永3年（1706年）8月21日、兄で第3代藩主の利興から150人扶持の知行を与えられる。享保9年（1724年）6月に利興の養子となり、兄が7月18日に隠居したのにともない家督を継いだ。
利隆は、自らが寵愛する藩士だけを重用し、頻繁に加増を繰り返したりして財政難を招き、借金や倹約令、年貢取立ての強化、享保16年（1731年）の銀札発行なども効果はなかった。延享元年（1744年）12月20日に死去した。享年56。跡を長男の利幸が継いだ。

## 系譜
- 父：前田正甫
- 母：高日月氏
- 養父：前田利興
- 正室：無し
- 側室：久我 - 金子氏
- 側室：尾上 - 金子氏
- 側室：久衛 - 山田氏
  - 長男：前田利幸（1729-1762）
  - 女子：前田幸子（藤堂高雅正室）
  - 女子：前田芸子（前田長教室）
  - 次男：前田利与（1737-1794）
  - 男子：前田紀忠
- 側室：豊瀬 - 岡本氏
  - 女子：前田隆子（前田利道正室）
  - 男子：前田利教
  - 女子：前田梶子
  - 男子：前田利躊
- 側室：音瀬 - 小毛利氏
  - 男子：前田利嘉
- 側室：秀濃 - 須川氏
  - 男子：前田利完
  - 男子：前田利桓
- 側室：照穂 - 堀氏
  - 女子：前田栄子
- 側室：多室 - 中川氏
  - 女子：前田尉子